# Microsoft Dynamics AX
Microsoft Dynamics AX är ett av Microsofts affärssystem som vänder sig till medelstora företag och divisioner av stora företag. Det är en del av Microsofts produktgrupp Microsoft Dynamics.

## Bakgrund
Microsoft Dynamics AX utvecklades ursprungligen som ett samarbete mellan IBM och Damgaard och kallades då IBM Axapta. IBM sålde tillbaka alla rättigheter till produkten till Damgaard kort efter releasen av version 1.5. Damgaard fusionerades med Navision Software A/S 2000. Det sammanslagna företaget, först under namnet NavisionDamgaard, senare Navision A/S, förvärvades av Microsoft sommaren 2002..
Den första releasen släpptes i mars 1998 till den danska och amerikanska marknaden. Idag är programvaran tillgänglig och supporterad i fyrtiofem språk över hela världen.
Utveckling och modifiering av Microsoft Dynamics sker med egen integrerad utvecklingsmiljö, MorphX, en del av (tills Dynamics Ax 2012) samma klientprogram som en vanlig användare använder. Utvecklingsspråket som används i AX är X++. Från version Dynamics AX 2012, kräver modifiering en Visual Studio plugin och kan därför ske endast på datorer där Visual Studio 2010 är installerat.
I augusti 2011 meddelade Microsoft lanseringen av den senaste versionen AX 2012.

### MDCC
MDCC, eller Microsoft Development Center Copenhagen, var ursprungligen det primära utvecklingscentrat för Dynamics AX. Under en längre tid har utvecklingen av flera viktiga komponenter i AX gått gjorts på andra platser som  Redmond och  Fargo. MDCC ligger i Vedbæk och hanterar även Microsoft Dynamics NAV och flera andra Microsoft Dynamicsprodukter. MDCC sysselsätter ca 900 personer, av cirka 40 olika nationaliteter, med nuvarande rekryteringsfokus inriktat mot Sverige, Danmark, Polen, Ukraina, Pakistan och Rumänien .

## Versioner
De tidiga versionerna (från 1.0 till 3.0) kallades Axapta, men senare versioner (från 3.0 SP6 till AX 2012) benämns Dynamics AX.

### Damgaard
Utvecklingen av Axapta startades ursprungligen 1983 hos det danska företaget Damgaard Data A/S. Programvaran var främst inriktat på den europeiska marknaden, men den nordamerikanska marknaden växte snabbt efter lanseringen av Axapta 2.1 år 2000.
| Version    | Datum    | Beskrivning |
| ---------- | -------- | --- |
| Axapta 1.0 | Mar 1998 | Den första versionen av Axapta släpptes i USA och i Danmark i mars 1998 av danska Damgaard A/S. Den hade stöd för både Microsoft SQL Server och Oracle databasservrar. Primära moduler var finans, handel, lager, logistik och produktion. |
| Axapta 1.5 | Nov 1998 | Den andra stora versionen av Axapta släpptes i Norge, Sverige, Tyskland, Storbritannien, Nederländerna, Österrike, Schweiz, Belgien, Spanien och Europeiska unionen i november 1998. |
| Axapta 2.0 | Jul 1999 | Den tredje stora versionen av Axapta släpptes till kunder i juli 1999. Bland nya funktioner fanns projektetmodulen, Warehouse Management (WMS), Extern OLAP, ActiveX-stöd, COM-connector och en tidig version av Axapta Object Server vilket möjliggjorde lastbalansering av vissa arbetsmoment från klienterna till en separat server. |
| Axapta 2.1 | Jan 2000 | Den här versionen härrörde från marknadens krav i Tyskland, Österrike, Schweiz och Spanien. Det var den fjärde stora versionen av Axapta och släpptes i januari 2000. Den största nyheten var tillägget av ett webbverktyg som kallas Customer Self-Service (CSS) som är föregångaren till dagens Enterprise Portal. Med Axapta 2,1 SP3 (Service Pack 3), AOS (Axapta Object Server) introducerade Axapta den första helt treskiktade klient/server ERP-systemet på marknaden. |

### Navision-Damgaard
Efter sammanslagningen av de två danska företagen Navision och Damgaard kallades produktion Navision Damgaard Axapta från version 2.5 till 3.0 (fram till 3.0 SP5).
| Version                | Datum    | Beskrivning |
| ---------------------- | -------- | --- |
| Axapta 2.5             | Dec 2000 | Med den femte stora releasen, Axapta 2.5, kompletterades utvecklingsmiljön med stöd för webbapplikationsutveckling, Projektmodulen, Bank och OLAP-funktionalitet. Den släpptes först i Danmark, Österrike och Storbritannien i december 2000. |
| Axapta 2.5 Market Pack | Okt 2001 | Denna "market pack" släpptes till Axapta 2.5 i oktober 2001 i Frankrike och Italien. Det nya applikationslagret innehöll CRM-modulen, Commerce Gateway och Product Builder (både klient- och webbaserad).                                     |

### Microsoft (nuvarande)
Microsoft förvärvade Navision Damgaard under sommaren 2002. Navision Damgaard Axapta bytte först namn till Microsoft Business Solutions Axapta, och därefter till Microsoft Dynamics AX för versionerna 3.0 SP6, 4.0 och 2009.
| Version                       | Datum    | Beskrivning |
| ----------------------------- | -------- | --- |
| Axapta 3.0                    | Okt 2002 | Den sjätte stora releasen innehöll Microsoft Axapta Enterprise Portal (webbportal), nya koncerninterna samarbetsfunktioner, uppdaterad och nybyggd funktionalitet kring användarsäkerhet och systemkonfiguration, utökad geografiskt räckvidd (fler länder och språk), prognostisering och förbättrade stödverktyg för Microsofts partners. |
| Dynamics AX 4.0               | Mar 2006 | I den sjunde stora Axaptareleasen hade användargränssnittet uppdaterats. Som första version som Microsoft var inblandade ifrån början försökte man att bättre integrera AX med befintlig Microsoftteknik. Till exempel blev AOS (Axapta Object Server) en riktig Windowstjänst, en .. Net business connector tillhandahölls, CLR-interoperabilitet infördes och stöd för XML-integration infördes med hjälp av ett speciellt ramverk av kodklasser (Application Integration Framework), fullt Unicodestöd infördes och en ny servicemodul. |
| Dynamics AX 2009              | Jun 2008 | Ursprungligen kallad AX 4.1, senare AX 5.0 (och slutligen AX 2009), var den åttonde stora releasen av Axapta och ytterligare förbättringar av användargränssnittet infördes. Denna version tillför ett rollbaserat koncept för både portal- och klientanvändare, support för tidszoner (UTC), en ny lagerdimension (Site), och möjlighet att utveckla funktionalitet i Enterprise Portal (webbportalen) via Visual Studio-projekt. |
| Dynamics AX 2012              | Aug 2011 | Känd som AX 6 under utvecklingsperioden, släpptes den officiella versionen AX 2012 i augusti 2011. Den inkluderar ytterligare förbättringar i användargränssnittet, generella förbättringar på såväl applikations- som utvecklarsidan, och nya branschlösningar för processindustrin, tjänstesektorn och offentlig sektor. Releasen innehöll även stöd för SharePoint 2010, Visual Studio 2010 och SQL Server 2008 R2. |
| Dynamics AX 2012 Feature Pack | Feb 2012 | Inte långt efter att AX 2012 släppts, kom ett "feature pack" som innehöll stöd för detaljhandeln, utöver de tidigare utgivna branschspecifika lösningarna. |
| Dynamics AX 2012 R2           | Q4 2012  | På konferensen Convergence 2012 annonserades att AX 2012 R2 kommer att släppas till marknaden sent 2012 och förväntas innehålla utökat stöd för Microsoft SQL Server 2012. |

## Funktionalitet (moduler)
Microsoft Dynamics AX innehåller 19 huvudmoduler:

### Huvudmoduler (sedan Axapta 2.5)
- Redovisning, innehåller huvudbok, skattehantering, valuta och anläggningstillgångar
- Bank, hanterar in- och utbetalningar
- Customer Relationship Management (CRM), där affärsrelationer (kunder, leverantörer och andra kontakter) hanteras och underhålls
- Kundreskontra, hanterar försäljningsorder, leveranser och fakturering
- Leverantörsreskontra, där inköpsorder registreras och inleveranser till lagret hanteras
- Lager, där lagret värderas och hanteras[10]
- Huvudplanering, hanterar inköps- och produktionsplanering
- Produktion, där produktionsflödet kontrolleras
- Product Builder, där produktmodeller administreras och underhålls
- Personal, innehåller stöd för att hantera medarbetarinformation
- Projekt, ger stöd för projektadministration och ekonomisk uppföljning
- Grundläggande, innehåller stöd för övergripande datakonfiguration
- Administration, där den huvudsakliga systemkonfigurationen sker

### Tilläggsmoduler
Nedanstående moduler är huvudmoduler från och med AX 2009 (AX 5.0) och var tillgängliga som licensierade tilläggsmoduler i AX 4.0 :
- Arbetsstyrning
- Kostnadsredovisning
- Balanserade styrkort
- Service
- Reseräkning
- Lön[11]
- Miljö[12]

### Tredjepartsmoduler
Microsofts partners och ISV (Independent software vendor) har möjligheten att utveckla sina egna branschlösningar/vertikaler och få dem "Certified for Microsoft Dynamics"

### Externa komponenter
Flera externa komponenter är också tillgängliga:
- Enterprise Portal for Dynamics AX (webbportal byggd på Sharepoint Services)
- Microsoft SQL Reporting Services integration
- Microsoft SQL Analysis services (KPIs)
- Project Server Integration
- WorkFlow
- Application Integration Framework (Webservices + Biztalk adapter)
- .Net Business Connector för tredjeparts mjukvara (en COM-adapter är också tillgänglig)
- Microsoft Dynamics Mobile 1.5 development tools

## Arkitektur
Microsoft Dynamics AX mjukvara består av fyra huvudkomponenter:
- Databasserver - en databas som lagrar Microsoft Dynamics AX data
- Filserver - en filarea som innehåller Microsoft Dynamics AX applikationsfiler
- Applikationsserver (en eller flera Application Object Server (AOS)), en servertjänst som styr alla delar av Microsoft Dynamics AX:s funktionalitet
- Klienten, själva användargränssnittet till Microsoft Dynamics AX